# هازجة زرقاء
هازجة زرقاء (باللاتينية: Setophaga cerulea) طائر صغير من فصيلة هوازج العالم الجديد ويتبع لجنس سيتوفاغا. الذكور منها لديها لون أزرق سماوي فاتح مع أجزاء علوية بيضاء، وقلادة سوداء حول الصدر، وخطوط سوداء في الظهر والأجنحة، طيور الأنثى والطيور غير البالغة لديها أجزاء علوية رمادية أو خضراء، وخطاً فاتحاً حول العين ولا خطوط حول الظهر، ولا قلادة.